# Juan Alonso
Juan Adelarpe Alonso (* 13. Dezember 1927 in Hondarribia; † 8. September 1994 ebenda) war ein spanischer Fußballtorwart.

## Karriere
Juan Alonso begann seine aktive Laufbahn mit 18 Jahren bei CD Logroñés. Nach einer Saison wechselte er aufgrund seiner Stationierung während des Präsenzdienstes in Ferrol, zum dortigen Klub Racing. Nach seiner Wehrpflicht ging er zu Real Madrid, wo er dreizehn Jahre verbleiben sollte und zahlreiche Erfolge feierte.
Insgesamt gelangen ihm fünf Erfolge im Europapokal der Landesmeister, ebenso viele spanische Meistertitel sowie zwei Siege in der Coupe Latine. Nach elf Jahren als Stammtorhüter verlor er allerdings 1960 aufgrund einer Lungenverletzung seine Position. Obwohl er nach langer Pause zurückkehren konnte, beendete schließlich ein Schlüsselbeinbruch doch seine Profikarriere. Im Juni 1961 widmete ihm Real Madrid ein Abschiedsspiel gegen den argentinischen Spitzenverein CA River Plate, das die Gäste mit 3:2 gewannen. In der Saison 1962/63 bestritt er noch einige Spiele mit der Zweitmannschaft von Real Madrid, AD Plus Ultra in der zweiten Liga. Juan Alonso widmete sich nach seiner Laufbahn der Gastronomie und betrieb diverse Restaurants. Am 8. September 1994 verstarb er in seiner Heimatstadt Hondarribia.

## Erfolge
- 5× Europapokal der Landesmeister
  - 1955/56, 1956/57, 1957/58, 1958/59, 1959/60
- 2× Coupe Latine
  - 1955, 1957
- 4× Spanische Meisterschaft
  - 1953/54, 1954/55, 1956/57, 1957/58